# Dídac Gurrea
Dídac Gurrea va ser un sacerdot i escriptor nascut a Reus el 1580, tot i que Latassa el fa originari de Saragossa. La seva família procedia de Móra d'Ebre.
El 1621 va residir alguns mesos a Arbeca, vivint amb els Ducs de Cardona al palau que tenien en aquella localitat. Allà va escriure Exposición del credo, impresa a Tarragona el 1624, però com que sortí plena d'errades la va reimprimir a Saragossa en 1639. Era preceptor del fill del Duc de Cardona, Lluís d'Aragó Folch de Cardona per al qual va escriure Arte de enseñar hijos de príncipes y señores, un llibre de referència entre els pedagogs del segle xvii.
Va ser racioner a l'església del Pilar de Saragossa, ciutat on va publicar un Manual o memorial de confessores (1617) i una Consolacion de afligidos (1620) També va ser autor d'un Tratado de la obediencia que los hijos deven a svs padres en vida y en muerte i del Tratado de la vida del glorioso San Pedro, i en llatí Coniurationes contra grandines, ventos, tempestates, nebulam et animalia nociva, tots publicats el 1637, el primer a Saragossa i els altres a Barcelona Va morir el 1647 segurament a Barcelona.